# South Lebanon (Ohio)
South Lebanon é uma vila localizada no estado norte-americano de Ohio, no Condado de Warren.

## Demografia
Segundo o censo norte-americano de 2000, a sua população era de 2538 habitantes.
Em 2006, foi estimada uma população de 3379, um aumento de 841 (33.1%).

## Geografia
De acordo com o United States Census Bureau tem uma área de
4,4 km², dos quais 4,3 km² cobertos por terra e 0,1 km² cobertos por água. South Lebanon localiza-se a aproximadamente 248 m acima do nível do mar.

## Localidades na vizinhança
O diagrama seguinte representa as localidades num raio de 12 km ao redor de South Lebanon.